# 611494 Gionti
611494 Gionti este o planetă minoră (asteroid) din centura de asteroizi. A fost descoperită pe 18 mai 2014 la  de . 
Obiectul prezintă o orbită caracterizată de o semiaxă mare de 2,8995017984095 UAi, o excentricitate de 0,062087422600639, o înclinație de 7,2544142833892 ° în raport cu ecliptica.